# Fontaine-Mâcon
Fontaine-Mâcon é uma comuna francesa na região administrativa de Grande Leste, no departamento de Aube. Estende-se por uma área de 16,01 km². Em 2010 a comuna tinha 650 habitantes (densidade: 40,6 hab./km²).